# Majestic Phonograph Co., Chicago
Die Majestic Phonograph Co., Chicago war ein Hersteller von Grammophonen aus Chicago, Illinois in den Vereinigten Staaten, welcher sich in den Jahren 1916 und 1917 unternehmerisch am Markt für Sprechmaschinen betätigte.

## Geschichte
Die Majestic Phonograph Company wurde im Jahre 1916 mit einem Stammkapital von einhunderttausend US-Dollar in Chicago gegründet um fortan Grammophone herzustellen. Mit der Leitung des Unternehmens waren B. B. Blood (Präsident), J. R. Stafford (Sekretär), F. L. Tate (Schatzmeister) und Oscar J. Kloer (Verkaufsmanager) betraut. Als zukünftiger Hauptgeschäftssitz diente das McClurg Building gelegen an der 218 South Wabash avenue in Chicago. Die erste werbliche Annonce erschien in der Maiausgabe der Talking Machine World und offerierte fünf Grammophone in verschiedenen Preisklassen. Es gelang den Vertrieb durch die Akquise von weiteren Vertriebspartnern bis zur Mitte des Jahres auszudehnen und so unter anderem in die Staaten Illinois, Iowa, Michigan, Wisconsin, Ohio und Indiana Fuß zu fassen.
Im August erfolgte die Reorganisation der Majestic Phonograph Company. Das Stammkapital des Unternehmens erfuhr eine Steigerung auf fünfhunderttausend US-Dollar, um den zukünftigen Ansprüchen des Marktes für Grammophone zu genügen und der ursprünglich vorhandenen Behinderung der Geschäftstätigkeiten aufgrund einer mäßigen finanziellen Ausstattung entgegenzuwirken. In leitender Funktion als Schatzmeister zeigte sich fortan, dabei seine langjährige berufliche Expertise einbringend, C. A. Hartman verantwortlich, der in Personalunion ebenso als Präsident der American Bankers Service Co. fungierte. In Rahmen jener Umstrukturierungsmaßnahmen sollten an neu erworbener Fabrikationsstätte, gelegen nahe dem Union Park in Chicago, künftig fünfhundert Sprechmaschinen alle fünfzehn Tage dem überregionalen und regionalen Absatzmarkt zugeführt werden. Eine spätere mögliche Erhöhung der Produktionskapazitäten wurde in Aussicht gestellt, insofern technisch umsetzbar. Die zur Verwirklichung der Planungen benötigten Patente, ursprünglich gehalten von B. B. Blood, wurden von jenem in Besitz-wechselnder Absicht erworben. Blood selbst verblieb in seiner alten Funktion als Präsident im Unternehmen, ebenso wie O. J. Kloer der weiterhin die Funktion des Verkaufsmanagers begleitete. Des Weiteren eröffnete die Majestic Phonograph Company ein Einzelhandelsgeschäft zur direkten Vermarktung ihrer Produkte firmierend unter der Anschrift East Adams Street 15, Chicago.
Die hochgesteckten Ziele fanden jedoch keine Erfüllung und führten infolgedessen zur Auflösung der Majestic Phonograph Company sich bestätigend in einer Versteigerung der Sachwerte noch im Dezember des Jahres 1916 im Einklang hierzu mit der ersten Treuhändertagung im Januar des darauffolgenden Jahres 1917. Im März ordnete das zuständige Insolvenzgericht eine erste Auszahlung für die ehemaligen Kreditgeber sowie den Verfahrensbeteiligten Rechtsanwälten an. Mit Beginn des Monats April wurde hinsichtlich des Bankrotts des Unternehmens die Bereitstellung von teilweise den Verlust ausgleichenden Geldsummen durch den Verfahrensführer in Aussicht gestellt. Wiederum einen Monat später im Mai übernahm die Majestic Phonoparts Co., gegründet von Blood, für kurze Zeit die Werbeflächen der Majestic Phonograph Company in der Talking Machine World. Ein Unternehmen, welches sich ebenso nicht etablieren konnte wie die Majestic Phonograph Company.